# Calle Halsey (Newark)

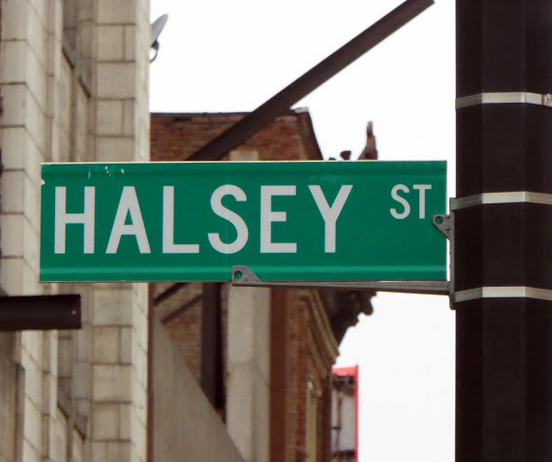
Señal con el nombre de Halsey Street.

La Calle Halsey (en inglés, Halsey Street) es una vía que recorre de norte a sur en el centro de Newark, Nueva Jersey. Va paralela a las calles Broad y Washington. Pasa por los cuatro distritos históricos de la ciudad, James Street Commons-Washington Park en el norte, Military Park y Four Corners contiguos y, después de un descanso de dos cuadras, Lincoln Park en el sur. Halsey y sus calles laterales han sido durante mucho tiempo uno de los pasillos de la ciudad para ir de compras, cenar y divertirse. Desde la década de 2000, la calle ha experimentado un renacimiento a medida que nuevos proyectos han generado renovadas actividades residenciales, culturales y comerciales, incluida una fila de restaurantes.

## Historia y descripción
Halsey Street se encuentra dentro del asentamiento original de Newark que se estableció poco después de su fundación en 1666: la tierra era parte de las parcelas distribuidas entre los primeros colonos. Se convirtió en una calle durante la primera parte del siglo XIX durante un período de gran expansión y lleva el nombre de William Halsey (1770-1843), quien se desempeñó como primer alcalde de Newark (1836-1837) después de su reincorporación como ciudad.
Durante la Edad Dorada de la ciudad, un período de auge a principios del siglo XX en los locos años veinte, muchas casas de poca altura fueron reemplazadas por nuevos edificios comerciales, incluidos varios grandes almacenes, como Hahne and Company, Kresge-Newark, Bamberger's, S. Klein y Orbachs.

## Galería

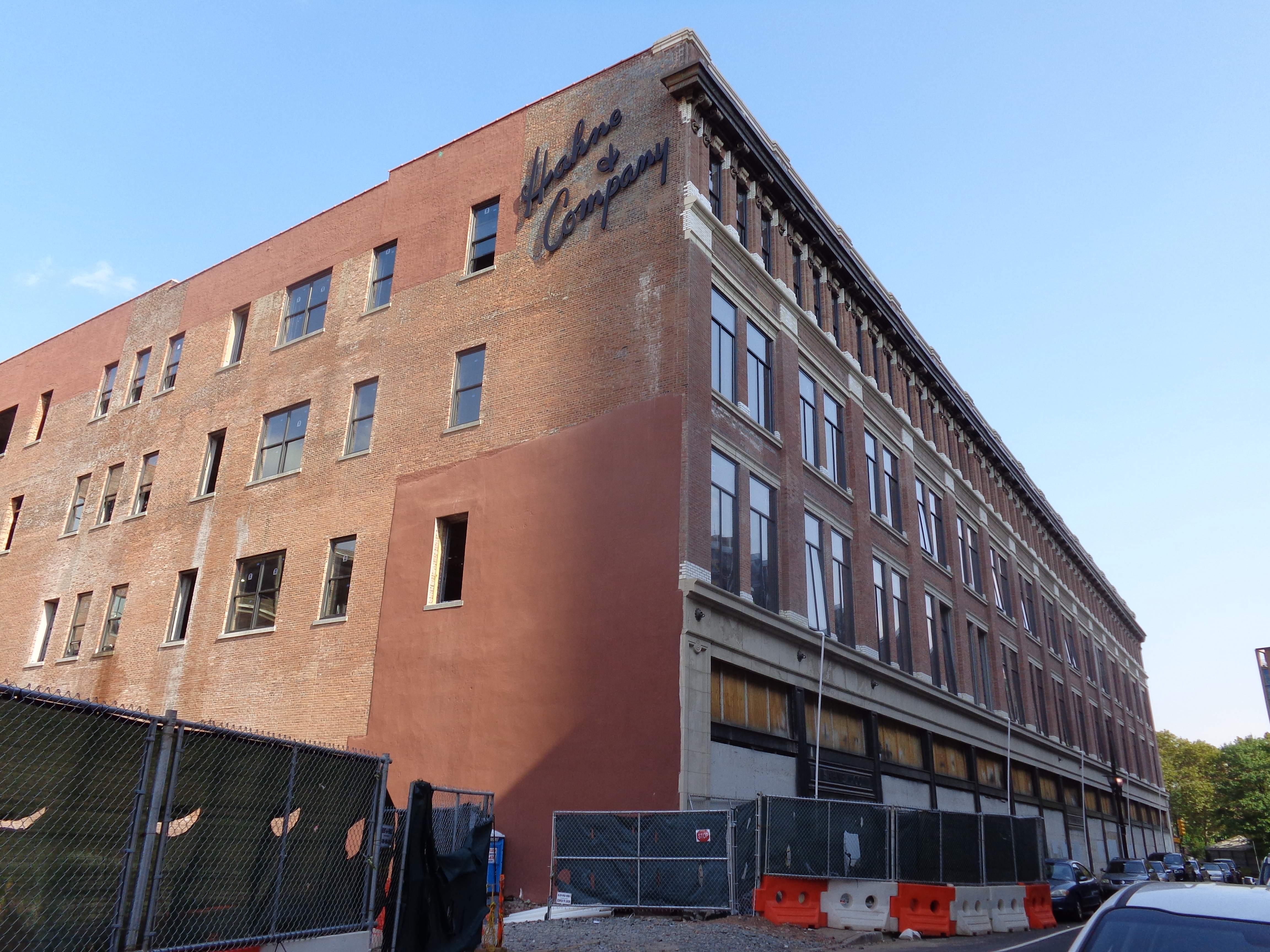
Hahnes and Company Building
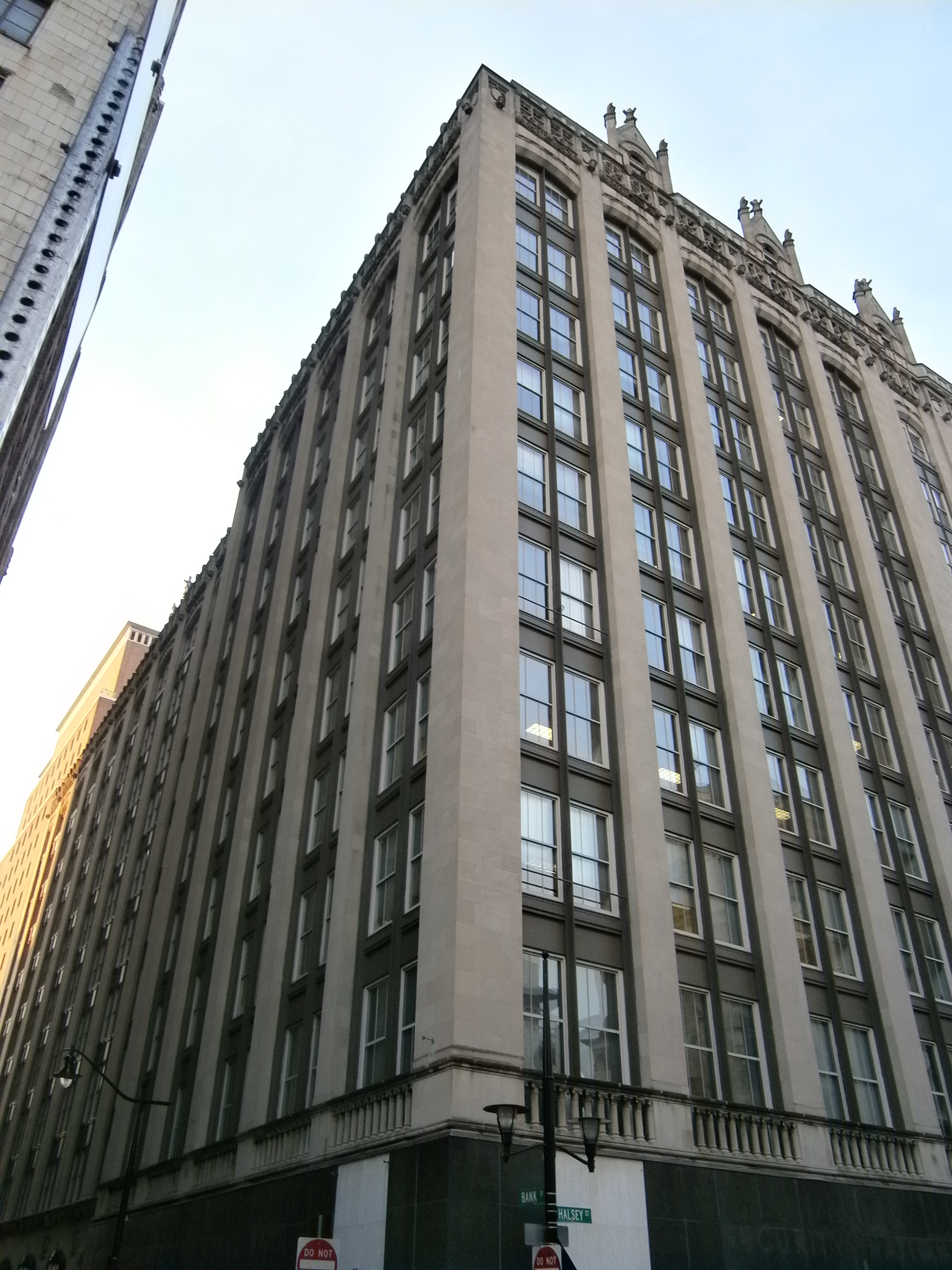
Gibraltor Building
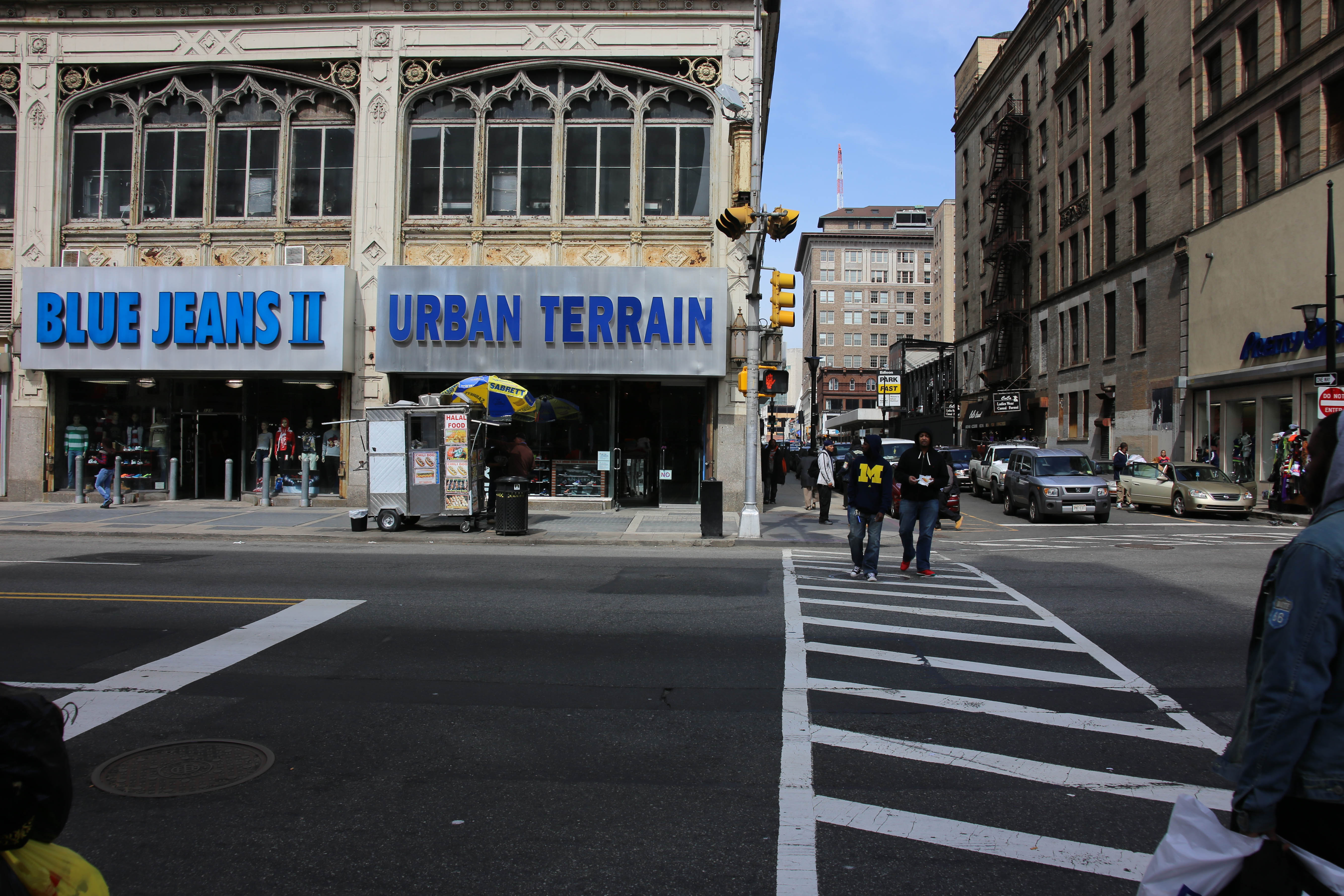
La calle Halseya la altura de la calle Market
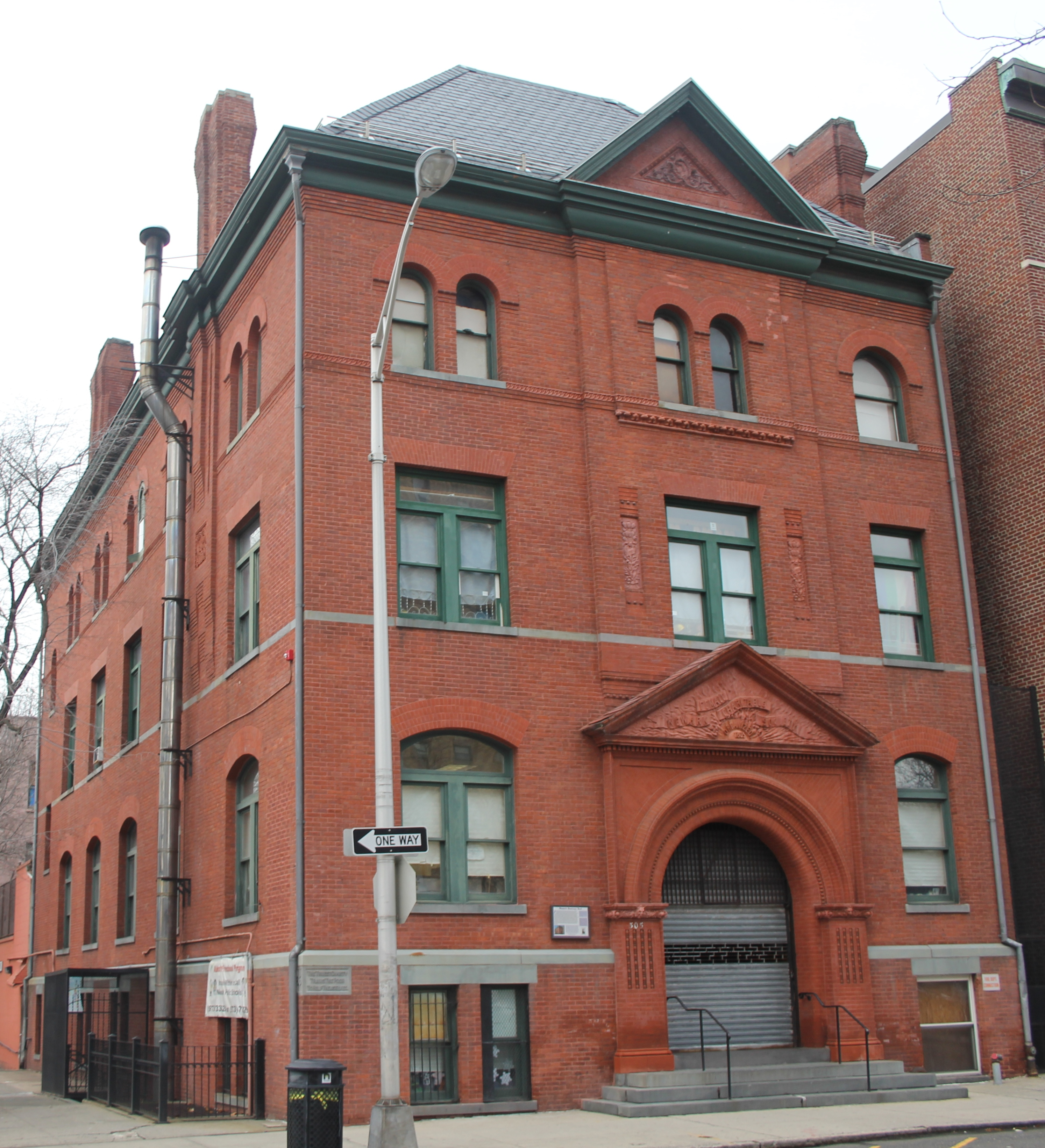
Female Charitable Society en la calle Hill
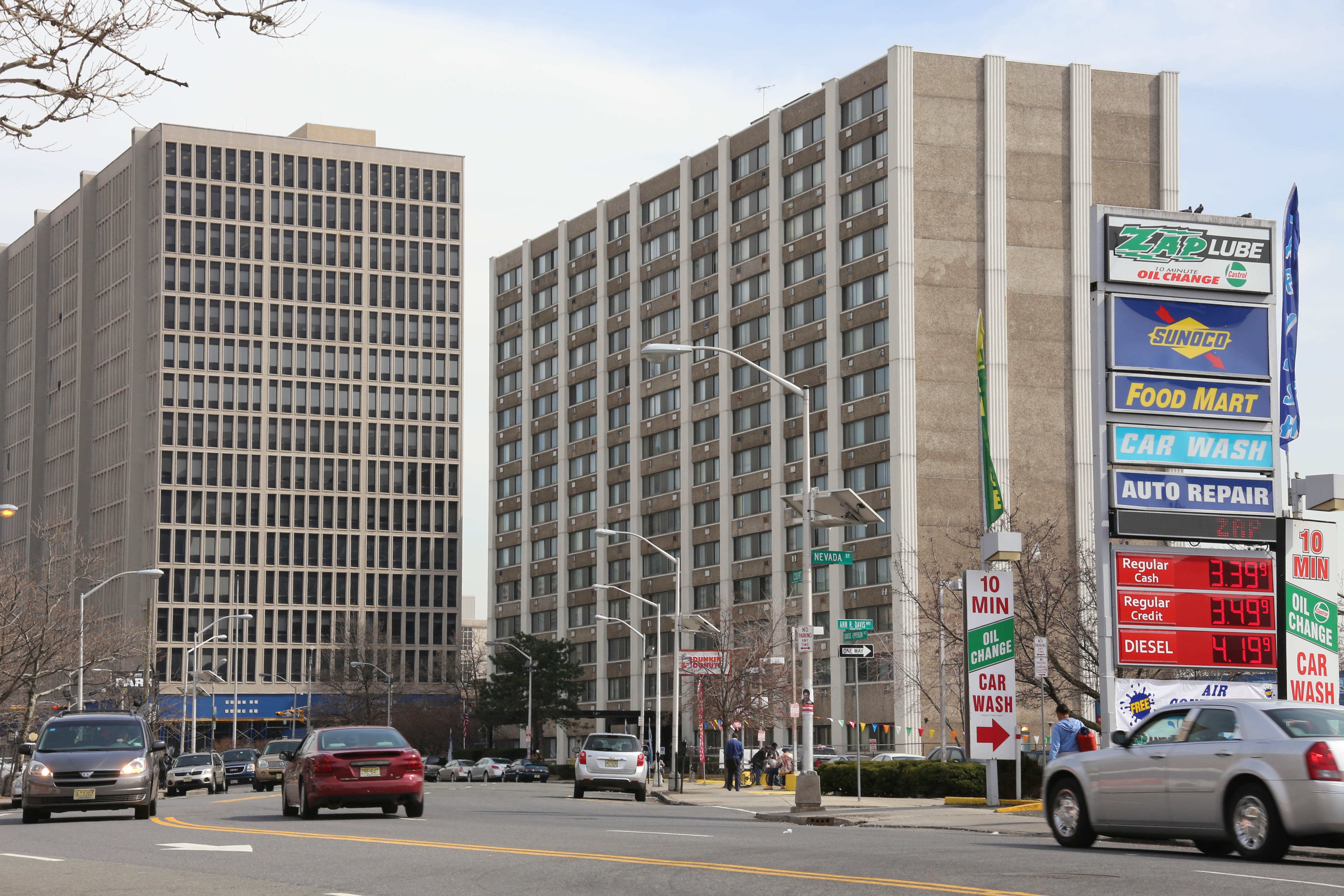
Vista hacia el oriente de la calle Court, a la altura de la calle Nevada